# 227-ма піхотна дивізія (Третій Рейх)
227-ма піхотна дивізія (Третій Рейх) (нім. 227. Infanterie-Division) — піхотна дивізія Вермахту за часів Другої світової війни.

## Історія
227-ма піхотна дивізія була створена 26 серпня 1939 у VI-му військовому окрузі (нім. Wehrkreis VI) в ході 3-ї хвилі мобілізації Вермахту.

## Райони бойових дій
- Німеччина (Лінія Зігфрида) (серпень 1939 — травень 1940);
- Нідерланди, Бельгія та Франція (травень 1940 — жовтень 1941);
- СРСР (північний напрямок) (жовтень 1941 — серпень 1944);
- Латвія (серпень — жовтень 1944);
- Курляндський котел (жовтень 1944 — січень 1945);
- Німеччина (Східна Пруссія) (січень — березень 1945).

## Командування

### Командири
- генерал-лейтенант Фрідріх Ціквольфф (нім. Friedrich Zickwolff) (26 серпня 1939 — 6 травня 1940);
- генерал-лейтенант Фрідріх-Карл фон Вахтер (нім. Friedrich-Karl von Wachter) (6 травня — 1 липня 1940);
- генерал-лейтенант Фрідріх Ціквольфф (1 липня 1940 — 12 квітня 1941);
- генерал артилерії Фрідріх фон Зкотті (нім. Friedrich von Scotti) (12 квітня 1941 — 7 червня 1943);
- генерал артилерії Вільгельм Берлін (нім. Wilhelm Berlin) (7 червня 1943 — 11 травня 1944);
- генерал-майор резерву Максиміліан Венглер (нім. Maximilian Wengler) (11 травня 1944 — 27 березня 1945).

## Нагороджені дивізії
Нагороджені дивізії
|  | Кавалери Нагрудного знаку ближнього бою в золоті                                                           | 17                                                       |
|  | Кавалери Золотого Німецького Хреста                                                                        | 105                                                      |
|  | Кавалери Лицарського хреста Залізного хреста з Дубовим листям та Мечами                                    | 1 (№ 123 генерал-майор Максиміліан Венглер — 21.01.1945) |
|  | Кавалери Лицарського хреста Залізного хреста з Дубовим листям                                              | 1 (№ 404 оберст Максиміліан Венглер — 22.02.1944)        |
|  | Кавалери Лицарського хреста Залізного хреста                                                               | 28                                                       |
|  | Кавалери Почесної відзнаки Сухопутних військ «Почесна застібка на орденську стрічку для Сухопутних військ» | 17                                                       |

- Нагороджені Сертифікатом Пошани Головнокомандувача Сухопутних військ (7)